# GATE 7～7號閘門～
《GATE 7～7號閘門～》（日語：ゲート セブン）是CLAMP的日本漫畫作品。該作品首先以短篇形式於2010年11月刊登於月刊《Jump Square》，而在短篇亮相的同時該雜誌則宣佈於2011年2月開始正式連載此作。

## 故事簡介
故事序幕由主角高本致佳人初次到京都的神社觀光途中看見三位擁有異能的人在神秘空間和不明生物戰鬥的一刻開始揭開。事件後三個月當致佳人再次踏足京都的土地物色住處時，竟然在一家麵店遇上原以為不會再見到的異能三人組......？

## 登場人物

### 裏七軒
高本致佳人（たかもと ちかひと）
喜歡歷史和其他古老事物的高中生，因為曾經在咖啡店的廚房打工而學會做菜。
高二升高三時由東京轉學到京都並開始獨自生活，在找房子途中被裏七軒房客之一的HANA邀請住在同一屋簷下，被神言判定為[無]。
HANA（はな）
裏七軒住客之一，喜歡吃麵，使用妙法作戰，並可將對戰過的對手的技能吸收並加以使用。
橘
裏七軒住客之一，討厭早起，目前是一位大學生，其姐被德川拘禁利用為了找出其姐下落而加入，主要為製造屬性武器給HANA或櫻使用。
櫻
裏七軒住客之一，和不明生物戰鬥前都是由他張開被致佳人稱為「奇怪空間」的結界，本身戰鬥能力也不弱。
豊臣秀次（とよとみ ひでつぐ）
雖然戶籍上的名字不是秀次，不過因為隱威「神言」認定他就是秀次的關係，從而以「豊臣之氏長者」的身份繼承裏七軒和神言。致佳人覺得其笑容很可疑。
神言
與豊臣秀吉訂有血約的隱威，擅長使用言靈。
外表是一位頭上有角的少女，喜歡布偶。

### 裏七軒關係者
伊達政宗（だて まさむね）
作搖滾風格打扮的小六生，喜歡HANA。
片倉小十郎（かたくら こじゅうろう）
因為政宗的刀形隱威「倶利伽藍」藏在他的身體中而擔任刀鞘的角色。
真田幸村（さなだ ゆきむら）
真田十勇士（さなだじゅうゆうし）

### 德川陣營
德川家光（とくがわ いえみつ）
柳生十兵衛（やぎゅう じゅうべえ）
家光的部下。左眼包覆著繃帶。本人言正名為「柳生三嚴（やぎゅう みつよし）」，家光認為該名字不有趣。
天海
杉
橘的雙胞胎姐姐。櫻稱呼其為「杉姬」。目前被家光囚禁中，並用咒布包裹全身無法動彈。
細川加西亞（ほそかわ がらしゃ）
哥德蘿莉風少女，家光的部下。本名「珠（たま）」。細川忠興的妻子。隱威為「逃水」。
石田三成（いしだ みつなり）
戰國時代為豐臣派，現世為德川的夥伴，並現身告知幸村此事。現就讀西陣高中。
島左近（しま さこん）
三成的手部下。現就讀西陣高中。
千姬
徳川家康的孫女。現世為家光的妹妹。以蒼生千夜之名編入西陣高中。

### 其他
明智光秀（あけち みつひで）
因為想得到最強的隱威「第六天魔王」而打算把神言據為己有，目前為致佳人學校的化學老師。
炎禍
服從於明智光秀的隱威，擁有和明智相同的面貌，嗜吃點心甜食。
第六天魔王
被稱為最強的隱威，自被織田信長封印到其體內後至今不見蹤影。

## 名詞解釋
裏七軒
與上七軒同時興建並相連的建築物，居住著一個以战国時代豊臣家為首的異能集團。
隱威
其日語發音和鬼（おに）相同，一般只有異能人才可以看到他們。
有不少日本戰國武將都有和這種非人生物訂立血的約定（簡稱血約），其約定效力會隨繼承者血統淡薄而減少。

## 出版書籍
| 卷數 | 集英社        | 集英社                 | 東立出版社    | 東立出版社             |
| 卷數 | 初版發售日期  | ISBN                   | 初版發售日期  | ISBN                   |
| ---- | ------------- | ---------------------- | ------------- | ---------------------- |
| 1    | 2011年6月3日  | ISBN 978-4-08-870251-3 | 2011年8月10日 | ISBN 978-986-10-8247-9 |
| 2    | 2011年11月4日 | ISBN 978-4-08-870344-2 | 2012年1月13日 | ISBN 978-986-10-8248-6 |
| 3    | 2012年5月2日  | ISBN 978-4-08-870410-4 | 2012年7月13日 | ISBN 978-986-10-8248-6 |
| 4    | 2013年2月4日  | ISBN 978-4-08-870544-6 | 2013年4月12日 | ISBN 978-986-332-079-1 |